# Prečín
Prečín (německy Pritschen, maďarsky Soltészperecsény, před rokem 1899 Precsin) je obec na Slovensku v okrese Považská Bystrica. Žije v něm přibližně 1 500 obyvatel. První písemná zmínka o vesnici pochází z roku 1385.
Ve vsi stojí římskokatolický kostel Narození Panny Marie z roku 1637 a kaple svaté Anny z roku 1909.

## Přírodní poměry
Obec Prečín leží v Trenčínském kraji na severozápadě Slovenska na soutoku říčky Domanižanky a potoka Bodianky, obklopen kopci Strážovských vrchů. V katastrálním území obce leží chráněný areál Svarkovica a přírodní památka Prečínska skalka.